# 強納森·班奈
強納森·班奈（英語：Jonathan Bennett，1981年6月10日—）是一位美國演員。2017年出櫃並公佈交往男友，兩人於2020年9月訂婚。

## 經歷
強納森·班奈出生於美国俄亥俄州托莱多（Toledo）。他第一次演出是在他小学7年級，當時他住在北卡羅來納州。在那之後沒多久，他搬去了俄亥俄州罗斯佛德（Rossford），並就讀於罗斯佛德高中（Rossford High School）。他畢業於1999年，之後他繼續深造於奥特本大学（Otterbein College），他的主修是 Theatre Program。在他離開學院之後，他般去了紐約並繼續演戲。強納森班奈的銀幕處女作是獨立製片《Season of Youth》，他並以該片贏得2003年棕櫚灘國際影展最佳男主角獎。

## 演出作品

### 影視
- 《法網遊龍》（Law and Order: Special Victims Unit），在第4季第2集 "Deception" 中 (2002)
- 《年輕季節》（Season of Youth） (2003)
- 《辣妹過招》（Mean Girls） (2004)
- 《辣妹校探》（Veronica Mars）  (两集，2004-2005)
- 《超人前傳》（Smallville）(2005)，在第85集 "Blank" 中饰 Kevin Grady（第4季）
- 《24 笑》（Cheaper by the Dozen 2） (2005)，饰 Bud McNulty
- 《賭城單身派對》（Bachelor Party Vegas） (2005)
- 《荒島尤物》（Lovewrecked） (2006)
- 《The Dukes of Hazzard: The Beginning》 (2007) (V)

### 音樂錄影帶
- 《Thank U, Next》－亞莉安娜·格蘭德

## 外部連結
- Jonathan Bennett在互联网电影资料库（IMDb）上的資料（英文）